# Denholm
Pour l’article homonyme, voir Denholm (Écosse).
Denholm est une municipalité du Québec, dans la municipalité régionale de comté de La Vallée-de-la-Gatineau et la région administrative de l'Outaouais.

## Histoire
La colonisation permanente de la région a commencé entre 1851 et 1861. Les limites de ce canton sont indiquées sur une carte de 1863 par Étienne-Eugène Taché qui était un arpenteur-géomètre, fonctionnaire et un architecte québécois. 
Le canton de Denholm a été proclamé en 1869, tirant son nom d’un village écossais situé au nord-est de Hawick dans le Roxburghshire.

## Démographie
| 1991 | 1996 | 2001 | 2006 | 2011 | 2016 | 2021 |
| ---- | ---- | ---- | ---- | ---- | ---- | ---- |
| 409  | 493  | 526  | 604  | 572  | 505  | 546  |

## Administration
Les élections municipales se font en bloc pour le maire et les six conseillers.
|  |  |  | Denholm Maires depuis 2001                                                                                           |                          |         |          |
|  |  |  | Élection | Maire                    | Qualité | Résultat |
|  |  |  | 1957 | Gerald Mc Milland        |         |          |
|  |  |  | 1979 | Luc Thériault            |         |          |
|  |  |  | 1998 | Pierre Nelson Renaud     |         |          |
|  |  |  | 2003 | Colette Boisvert-Canavan |         | Voir     |
|  |  |  | 2005 | Gary Armstrong           |         | Voir     |
|  |  |  | 2009 | Pierre Nelson Renaud     |         | Voir     |
|  |  |  | 2013 | Gaétan Guindon           |         | Voir     |
|  |  |  | 2017 | Gaétan Guindon           | Voir    |          |
|  |  |  | 2021 | Gaétan Guindon           | Voir    |          |
|  |  |  | 2024 | Pierre Nelson Renaud     |         |          |
|  |  |  | Élection partielle en italique Depuis 2005, les élections sont simultanées dans toutes les municipalités québécoises |                          |         |          |